# Tapa (stad)
Tapa (Duits: Taps) is een stad (Estisch: linn) in de Estlandse gemeente Tapa (Estisch: Tapa vald) in de provincie Lääne-Virumaa. De stad telt 5492 inwoners (2024).

## Geschiedenis
Tapa is vooral bekend als belangrijkste spoorwegknooppunt van Estland. De plaats ontstond aan de spoorlijn van Tallinn naar Sint-Petersburg, die in 1870 werd geopend. In 1876 volgde de aftakking naar Dorpat (Tartu). Het station aan de spoorlijnen ontleende zijn naam aan het landgoed Taps, dat in 1629 voor het eerst werd genoemd. Tapa werd een plaats van spoorwegarbeiders. De plaats kreeg in 1926 stadsrechten.

## Geboren
- Dmitri Kruglov (24 mei 1984), voetballer
- Urmas Lattikas (17 augustus 1960) pianist, componist en orkestleider
- Jaak Mae (25 februari 1972), langlaufer

## Foto's

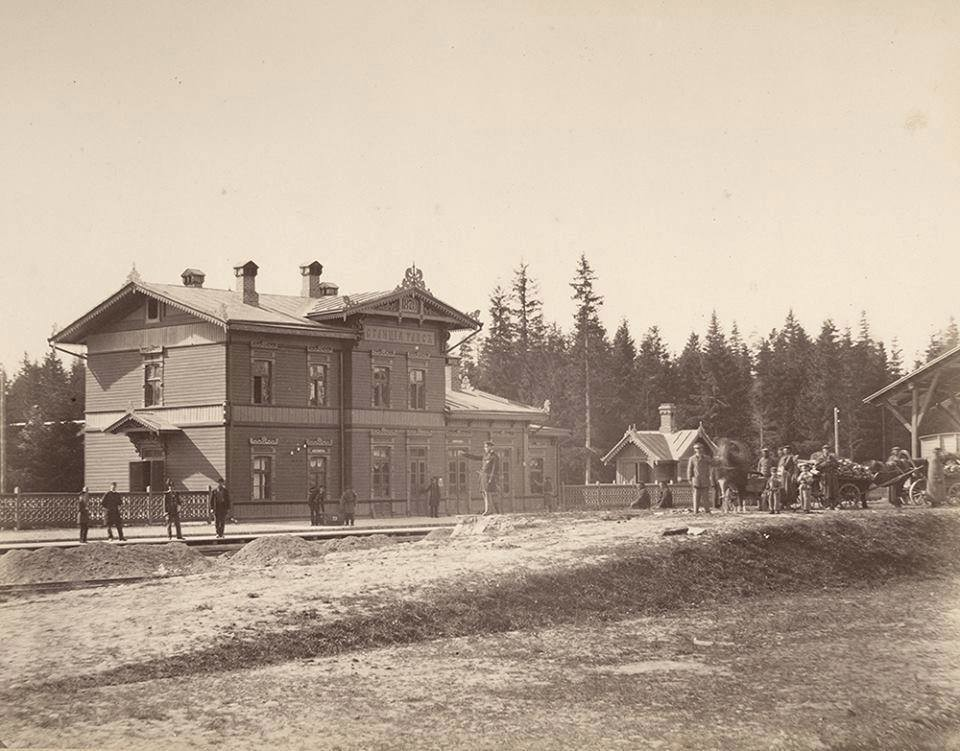
Het station op een foto van rond 1870
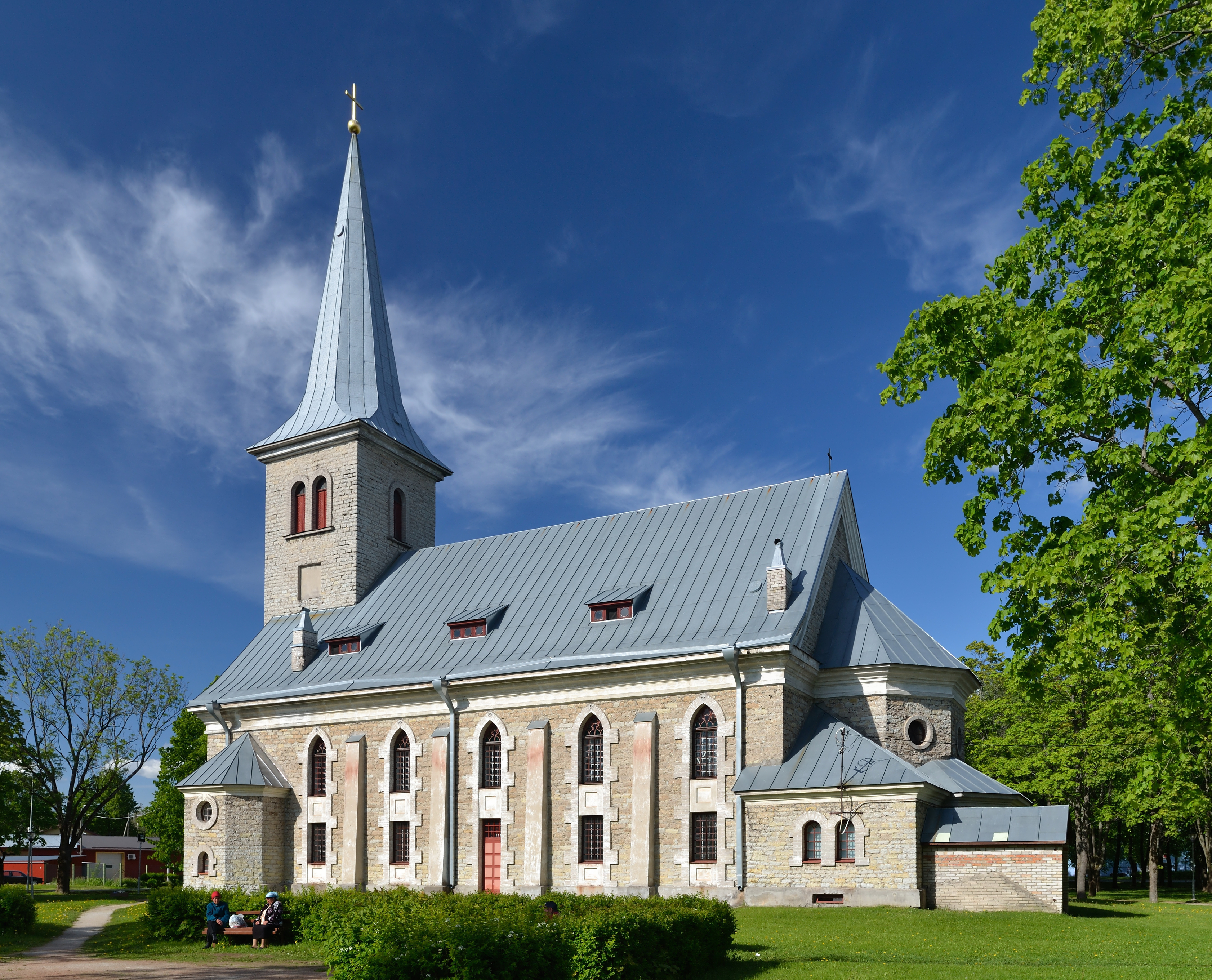
De Sint-Jacobskerk, gebouwd in 1932
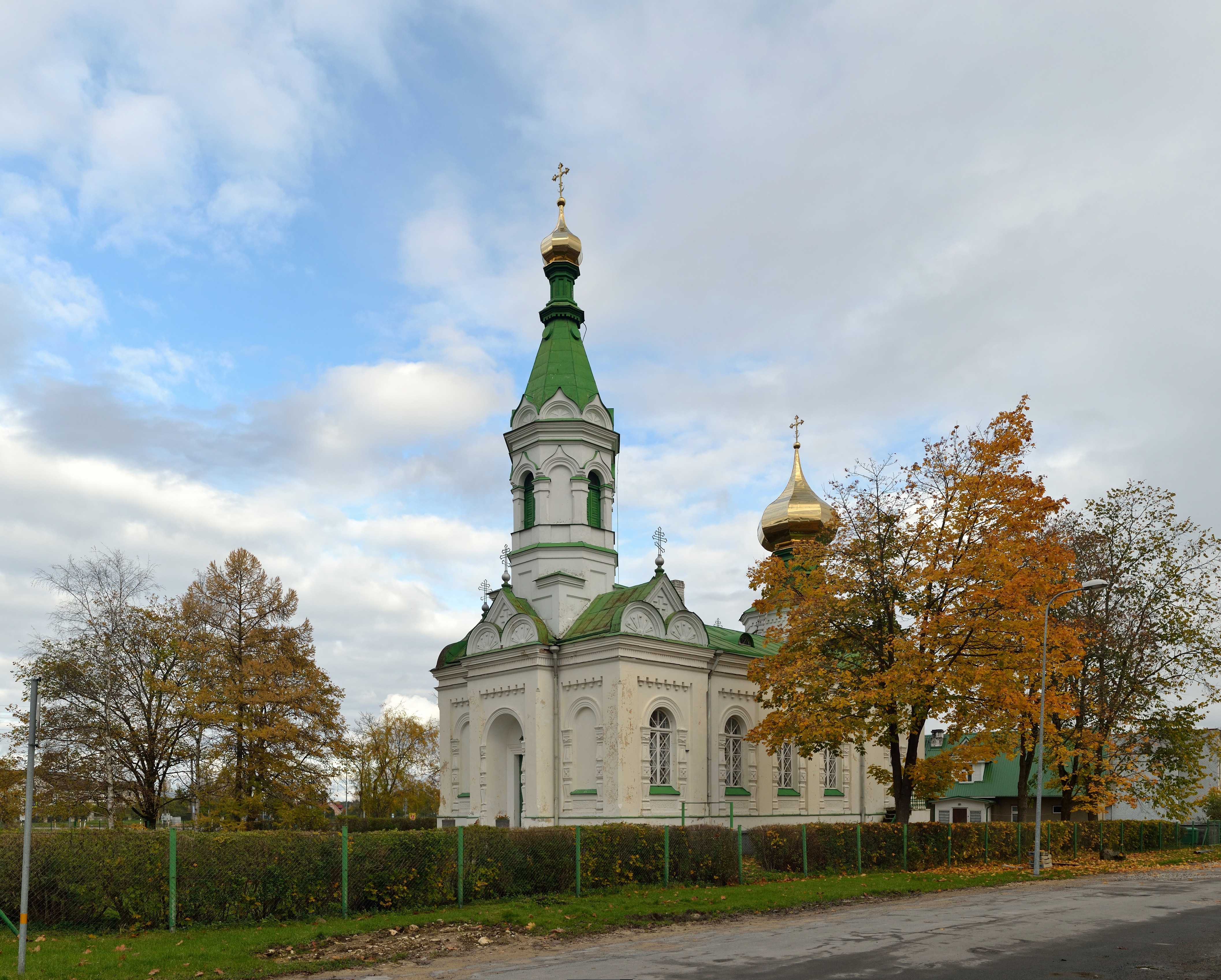
De orthodoxe Sint-Johanneskerk, gebouwd in 1904
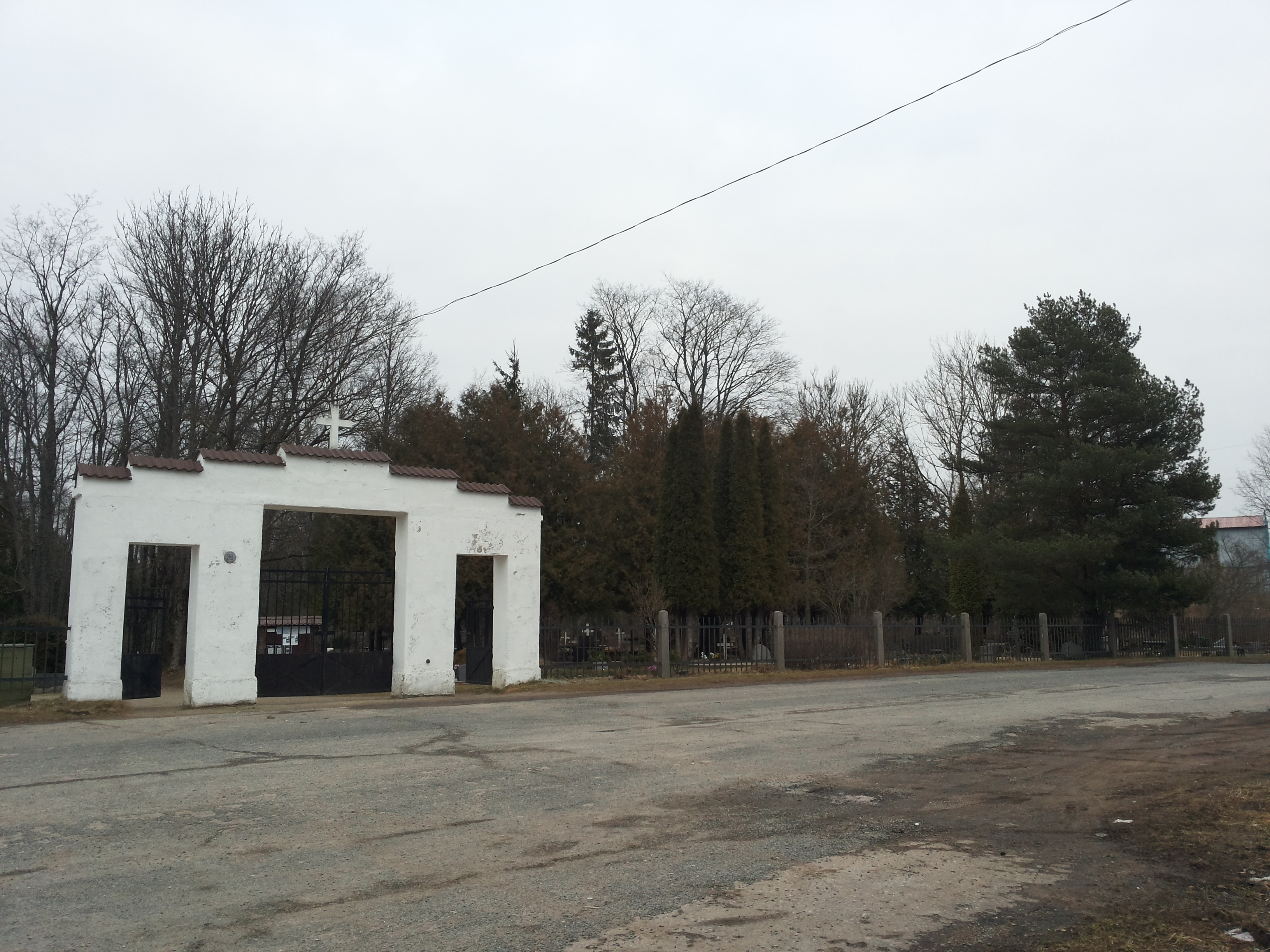
Ingang van het kerkhof